# Едомаха, Николай Иванович
Николай Иванович Едомаха (укр. Микола Іванович Єдомаха; род. 10 мая 1940, Лосиновка, Черниговская область, УССР, СССР) — советский и украинский диктор, радиоведущий, театральный режиссёр, актёр и педагог, заслуженный артист Украины (2001).

## Биография
Родился 10 мая 1940 года в Лосиновке. Учился в  Киевском национальном университете театра, кино и телевидения имени И. К. Карпенко-Карого. В дальнейшем работал Киевском академическом театре юного зрителя на Липках актёром и режиссёром. Также являлся артистом Киевского театра оперетты.
Николай Иванович Едомаха был главным редактором общественно-политической речи Государственного комитета телевидения и радиовещания Украины. Являлся преподавателем в Киевском национальном университете театра, кино и телевидения имени И. К. Карпенко-Карого и Киевском международном университете.
В 2001 году Николай Иванович Едомаха удостоился почётного звания «Заслуженный артист Украины».